# Feng Zhi
Pour les articles homonymes, voir Feng.
Œuvres principales
Sonnets
Feng Zhi (chinois 冯至) est un poète chinois, né en 1905 dans le Hebei et mort en 1993. Il est aussi un spécialiste de littérature allemande et traducteur. Sa poésie appartient au courant occidentaliste.

## Biographie
Feng Zhi est né en 1905 dans le Hebei. Les traductions réalisées par Guo Moruo lui font découvrir Goethe, ce qui l'entraîne à faire des études d'allemand à l'université de Pékin. En 1925, il crée La Cloche engloutie (Chen zhong), qui est tout à la fois une société poétique, un hebdomadaire, un mensuel et une collection. Le nom est inspiré par le titre Die versunkene Glocke du dramaturge Gerhart Hauptmann. Feng fait paraître un premier recueil de poèmes en 1927, Chansons d'hier. Il étudie en Allemagne (à Berlin et Heidelberg) entre 1930 et 1935, et y connaît la poésie de Rainer Maria Rilke. Sous son influence, il conçoit l'esthétique de la poésie en tant que jingyan (en allemand Erfahrungen, « expériences »). Le procès du poète Ai Qing en 1957 le conduit à rejeter les formes occidentales. Feng Zhi est nommé en 1964 directeur du département des langues étrangères de l'Académie des sciences sociales.
Il a traduit depuis l'allemand vers le chinois Goethe, Nietzsche, Rilke entre autres.

## Œuvre
Son œuvre la plus connue est le recueil Sonnets, une suite de vingt-sept sonnets inspirés des Sonnets à Orphée de Rilke, publié en 1942,.

## Liste des œuvres
- Zhuori zige (Chansons d'hier), 1927.
- Sonnets (zh), 1942.

## Traduction en français
- Les Sonnets de Feng Zhi, trad. Joëlle Busuttil et Anne Caillaud, Institut national des langues et civilisations orientales, 1980.
- François Cheng, Entre source et nuage. Voix de poètes dans la Chine d'hier et d'aujourd'hui, Albin Michel, 1990, rééd. coll. « Spiritualités vivantes », 2002 Feng Chih, p. 179-185 : traduction de six sonnets.

## Distinctions
- 1983 : médaille Goethe[3].
- 1985 : prix Jacob-et-Wilhelm-Grimm (de).
- 1987 : prix Inter Nationes (de) pour la littérature et l'art.
- 1988 : prix Friedrich-Gundolf.